# Gymnasiade 2009
La quattordicesima edizione delle Gymnasiadi si è svolta a Doha (Qatar) dall'8 dicembre al 12 dicembre 2009. Alla competizione parteciparono sportivi di età compresa tra i 14-17 anni ('92, '93, '94, '95).

## Sport
| Disciplina           |
| -------------------- |
| Atletica leggera     |
| Ginnastica artistica |
| Ginnastica ritmica   |
| Nuoto                |